# 지평선고등학교
지평선고등학교(地平線高等學校)는 대한민국 전북특별자치도 김제시 성덕면 묘라리에 있는 사립 고등학교이다.

## 학교 연혁
- 2010년 3월 : 제1회 입학식(신입생 40명)
- 2010년 3월 : 연화관(여자기숙사) 완공, 개교
- 2011년 2월 : 남고기숙사 리모델링
- 2011년 3월 : 자율학교 지정
- 2012년 5월 : 도서관 지혜의 숲 개관식
- 2013년 2월 : 제1회 졸업식(졸업생 26명)
- 2014년 3월 : 자율학교 재지정
- 2020년 7월 : 대안교육 특성화고등학교 재지정
- 2023년 12월 : 제12회 졸업식(졸업생 총 381명)
- 2024년 3월 : 제5대 안성균 교장 취임
- 2024년 3월 : 제15회 입학식(신입생 23명)

## 참고 자료
- 지평선고등학교 - 한국교육학술정보원 학교알리미